# 斎藤徹
斎藤 徹（さいとう とおる、1974年 - ）は日本の実業家、社会起業家。
街活性室株式会社代表取締役。

## 経歴
慶応大学商学部中退、東京大学大学院工学系研究科修了。工学修士（都市工学）、経営学修士（MBA）。